# أبرامتسيفو
أبرامتسيفو (بالروسية: Абрамцево) هي قرية في مقاطعة موسكو أوبلاست في روسيا.